# Veerenni
Veerenni est un quartier du district de Kesklinn à Tallinn en Estonie.

## Description
En 2019, Veerenni compte 3 953 habitants.
Sa superficie  est de 0,92 km2.
Ses quartiers limitrophes sont Kitseküla, Luite, Juhkentali, Keldrimäe, Sibulaküla, Tatari et Uus Maailm .
Le quartier de Veerenni est situé entre la rue Pärnu maantee, la voie ferrée Tallinn-Narva et le cimetière de Siselinna, la rue Veerenni tänav est l'axe principal du quartier.
Les rues principales de Veerenni sont Liivalaia tänav, Juhkentali tänav, Herne tänav, Magasini tänav, Tehnika tänav, Vana-Lõuna tänav, Veerenni tänav, Vineeri tänav et Pärnu maantee.

## Population
| 2008  | 2010  | 2011  | 2012  | 2013  | 2014  |
| ----- | ----- | ----- | ----- | ----- | ----- |
| 3 198 | 3 240 | 3 424 | 3 446 | 3 576 | 3 769 |

| 2015  | 2016  | 2017  | 2018  | 2019  | 2020  |
| ----- | ----- | ----- | ----- | ----- | ----- |
| 3 844 | 3 923 | 4 077 | 4 208 | 3 953 | 4 000 |

| 2021  | 2022  | - | - | - | - |
| ----- | ----- | - | - | - | - |
| 4 197 | 4 373 | - | - | - | - |

## Lieux et monuments
- Ravi tn 18 - Bâtiment principal de l’hôpital central de l'Est de Tallinn[9] ;
- Pärnu mnt 57A - École polytechnique de Tallinn (et)[10] ;
- Tatari tn 51 – Office de la statistique d’Estonie ;
- Liivalaia tn 8 - Siège de Swedbank[11] ;
- Lõuna tn 41 – Dépôt de tramway Lõuna et musée du tramway.
- Suur-Pärnu maantee 27 - Fabrique Luther.

## Galerie

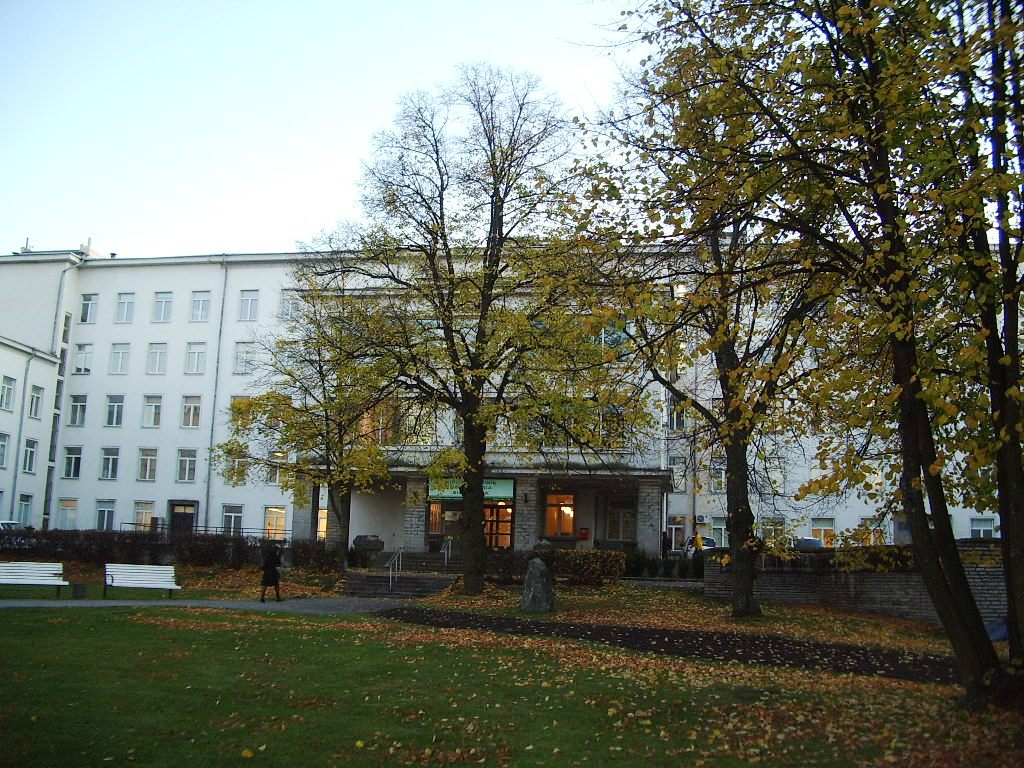
Bâtiment principal de l’hôpital central de l'Est de Tallinn
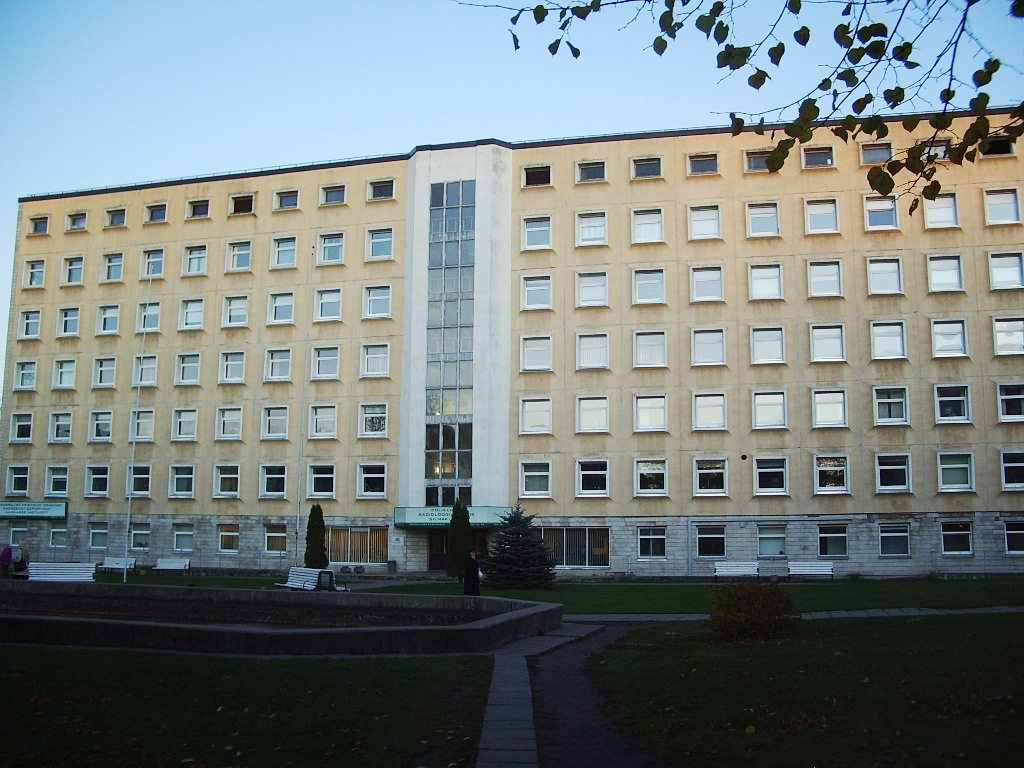
Clinique ophtalmologique de l’hôpital central de l'Est de Tallinn
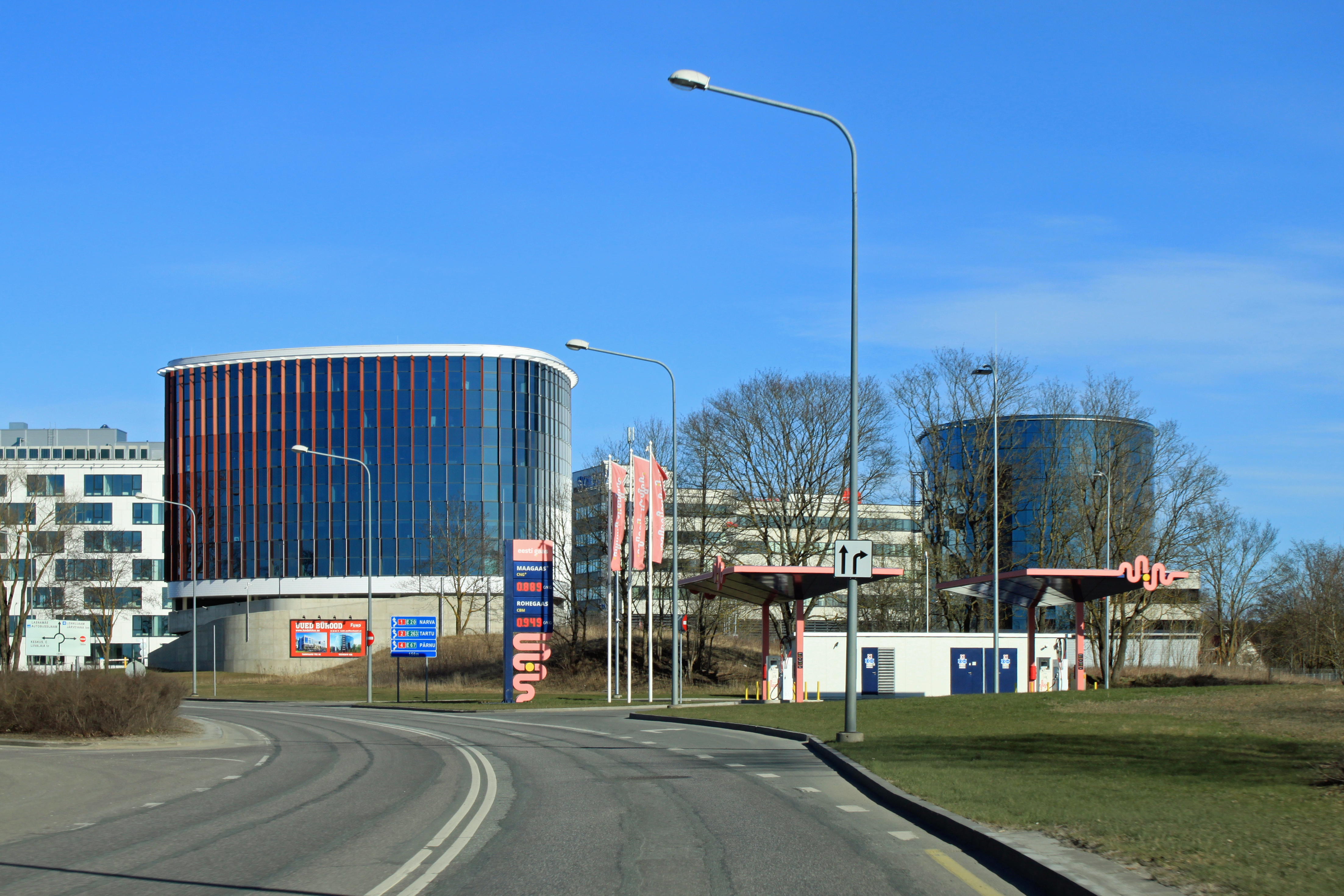
Tehnika tänav.
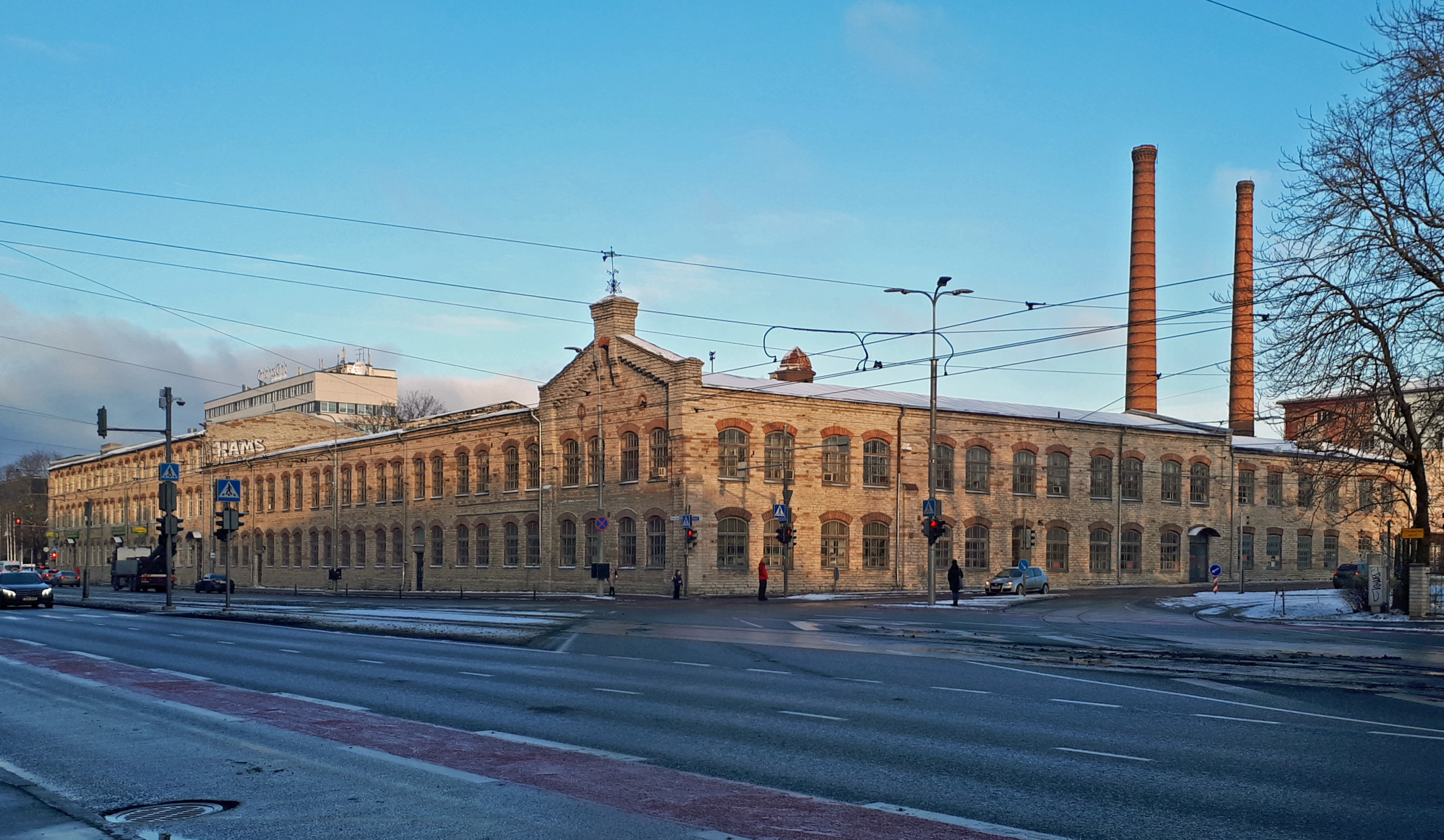
Fabrique Luther.

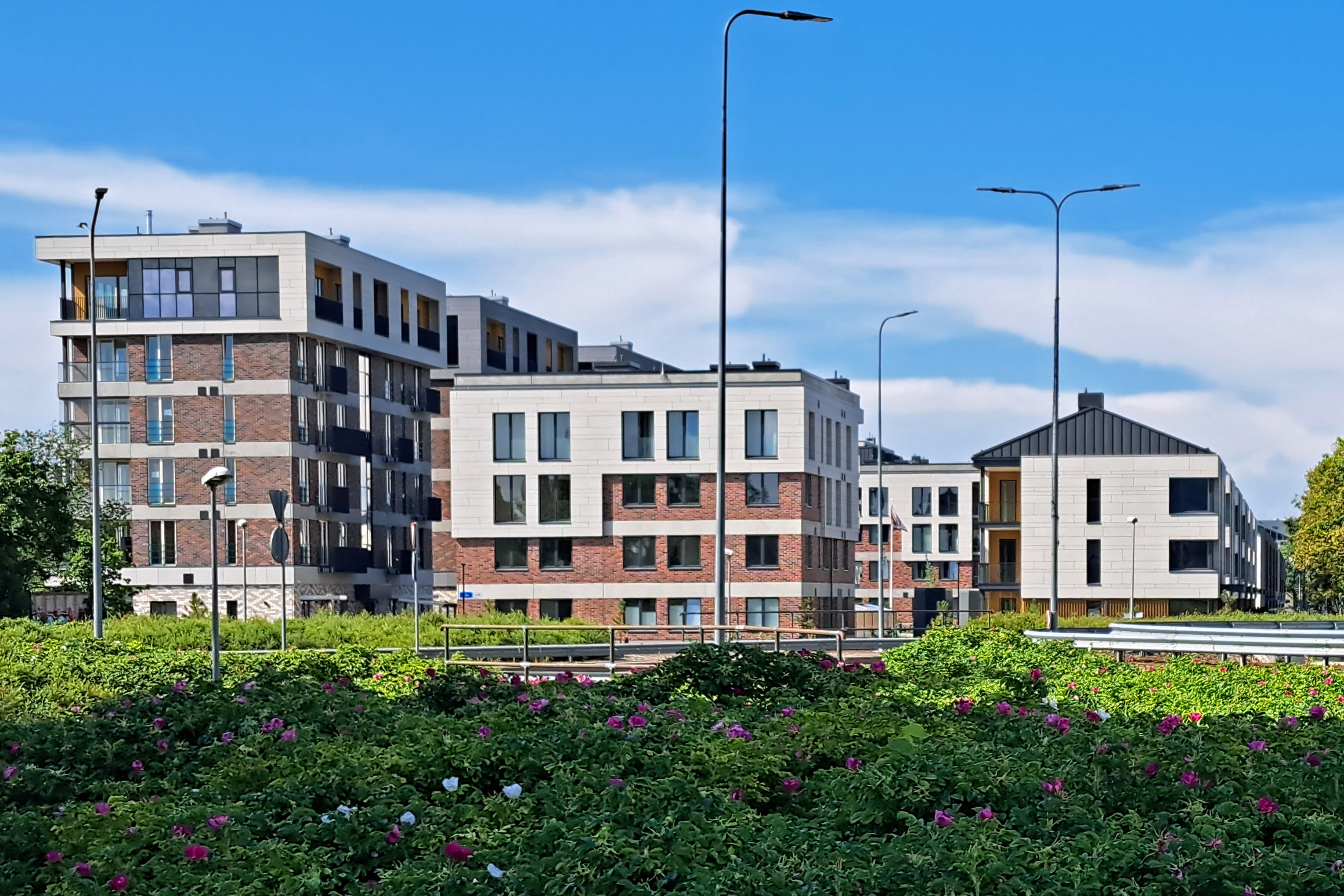
Veerenni.
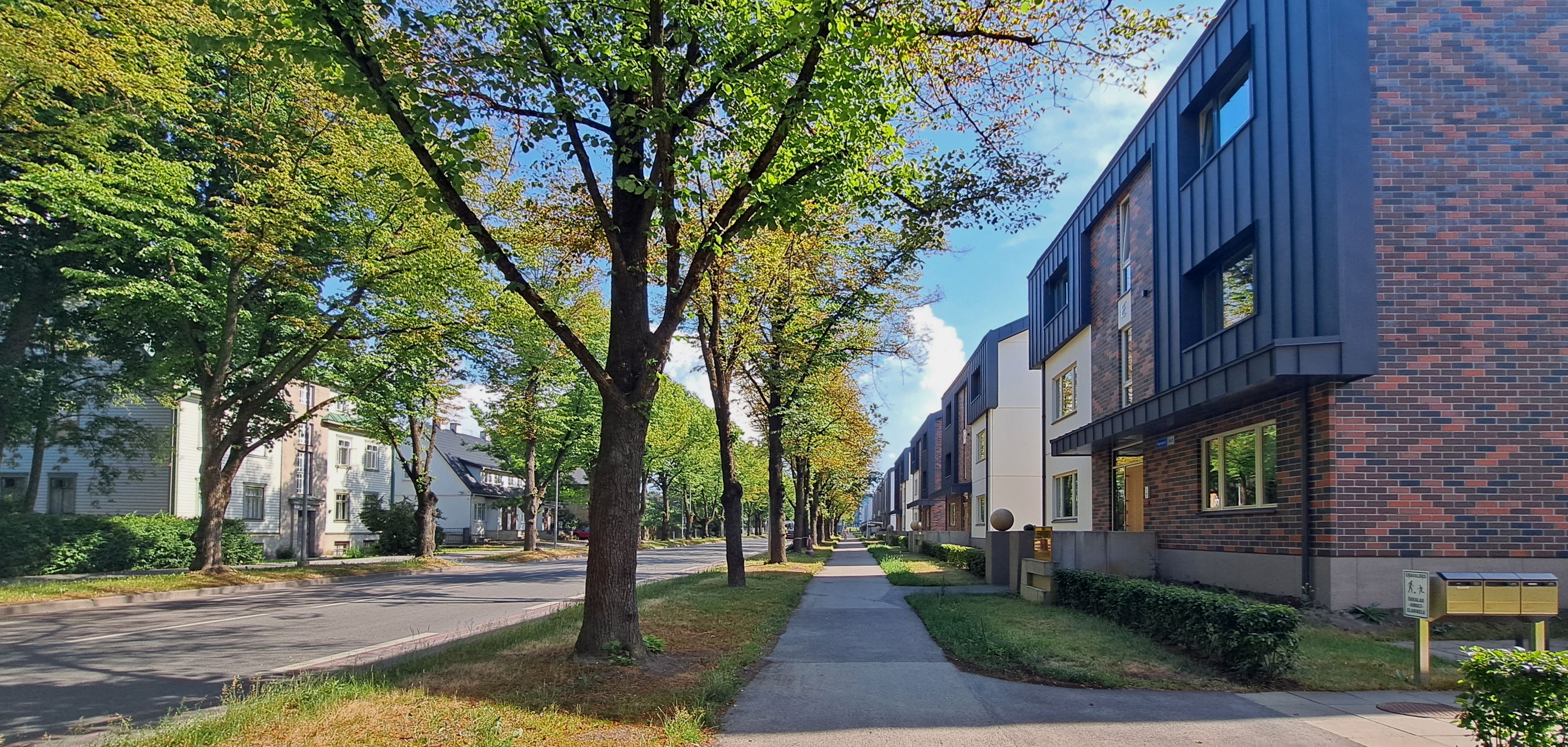
Veerenni tänav.
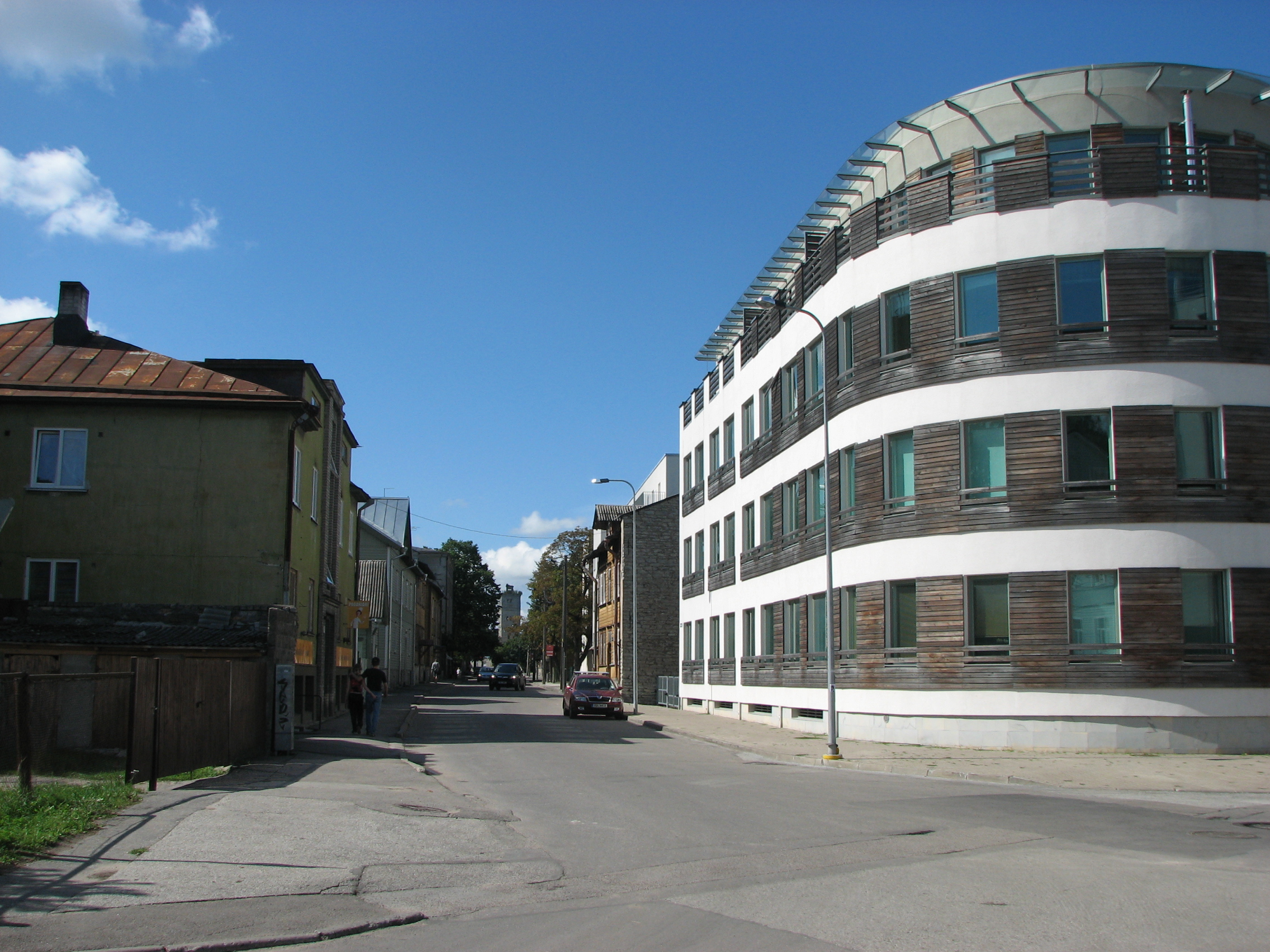
Herne tänav.
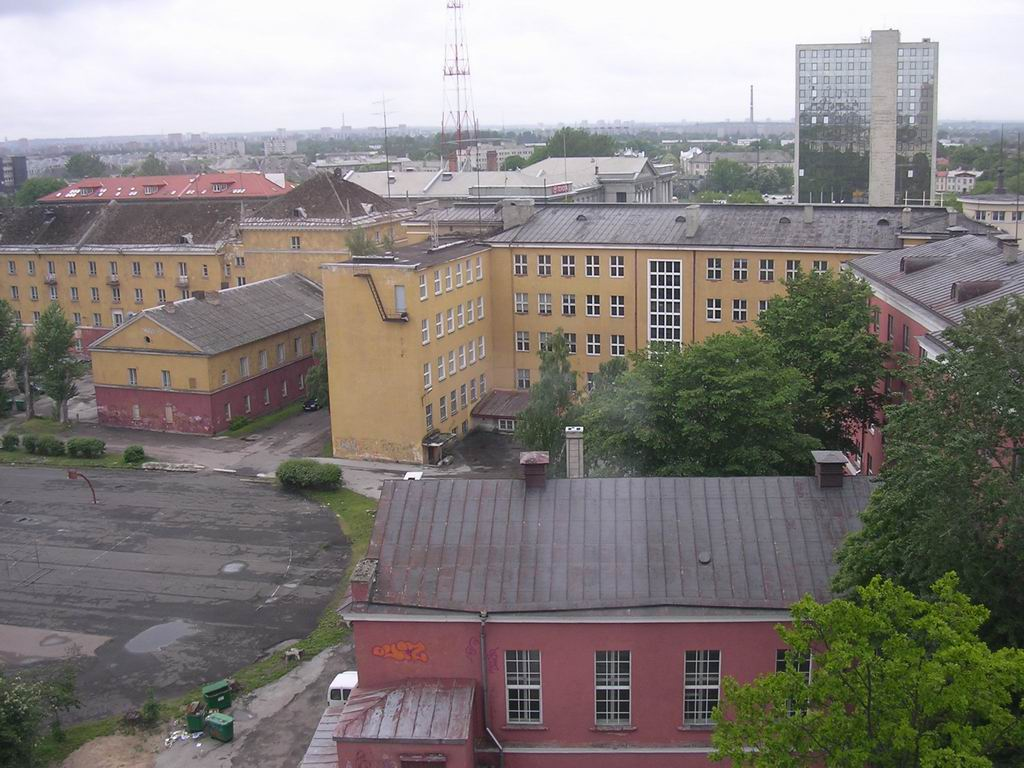
École polytechnique de Tallinn.